# Nati nel 1935/Agosto
| Questa pagina contiene informazioni ricavate automaticamente dalle voci biografiche con l'ausilio del template Bio e di un bot. L'aggiornamento è periodico e automatico e ricostruisce completamente la pagina. Se manca una persona in questa lista, sei pregato di non aggiungerla, ma accertati piuttosto che la sua voce biografica contenga il template Bio e che i dati anagrafici siano correttamente compilati. Se il template Bio manca, inseriscilo tu stesso o, in alternativa, metti l'avviso {{tmp\|Bio}} che ne segnala la mancanza. Se i dati riportati sono sbagliati, correggi direttamente la voce biografica; le modifiche saranno visibili in questa lista entro pochi giorni. Per chiarimenti vedi il progetto biografie. La lista contiene solo le 182 persone che sono citate nell'enciclopedia e per le quali è stato implementato correttamente il template Bio. Pagina aggiornata al 10 ago 2025. |

- 1º agosto - John Fraser, ex tennista australiano
- 1º agosto - Franco Marenco, critico letterario e anglista italiano
- 1º agosto - Paolo Nuvoli, politico italiano
- 2 agosto - Amidou, attore marocchino († 2013)
- 2 agosto - Paul Boyer, storico statunitense († 2012)
- 2 agosto - Volker Brandt, attore e doppiatore tedesco
- 2 agosto - Hank Cochran, cantante statunitense († 2010)
- 2 agosto - Michele Musolino, politico italiano († 1989)
- 2 agosto - Michael Peckham, oncologo e artista britannico († 2021)
- 3 agosto - Omero Antonutti, attore e doppiatore italiano († 2019)
- 3 agosto - Maria Bieșu, soprano moldavo († 2012)
- 3 agosto - Elsa Cárdenas, attrice messicana
- 3 agosto - Catherine Lalumière, politica francese
- 3 agosto - Georgij Stepanovič Šonin, cosmonauta sovietico († 1997)
- 3 agosto - Ferenc Török, ex pentatleta ungherese
- 4 agosto - Vera Day, attrice britannica
- 4 agosto - Hans-Walter Eigenbrodt, calciatore tedesco († 1997)
- 4 agosto - Livio Stuffer, ex fondista italiano
- 5 agosto - Michael Ballhaus, direttore della fotografia tedesco († 2017)
- 5 agosto - Moukhtar Hussain El-Gamal, ex pallanuotista egiziano
- 5 agosto - Peter Anthony Inge, generale britannico († 2022)
- 5 agosto - Azriel Luboshitz, cestista israeliano († 1971)
- 5 agosto - Margaret Matthews, ex lunghista e velocista statunitense
- 5 agosto - Antonio Trono, ex arbitro di calcio italiano
- 5 agosto - Wanda Ventham, attrice britannica
- 6 agosto - Fortunato Baldelli, cardinale e arcivescovo cattolico italiano († 2012)
- 6 agosto - Irma Capece Minutolo, cantante lirica e attrice italiana († 2023)
- 6 agosto - Mário Coluna, calciatore portoghese († 2014)
- 7 agosto - Chet Forte, cestista, regista e produttore televisivo statunitense († 1996)
- 7 agosto - Rahsaan Roland Kirk, polistrumentista statunitense († 1977)
- 7 agosto - Maurice Murphy, trombettista britannico († 2010)
- 7 agosto - Lennart Wing, ex calciatore svedese
- 8 agosto - Giuseppe Amoroso, critico letterario e storico della letteratura italiano († 2024)
- 8 agosto - Donald P. Bellisario, autore televisivo e produttore televisivo statunitense
- 8 agosto - Toñín Casillas, ex cestista portoricano
- 8 agosto - Arquímedes Herrera, velocista venezuelano († 2013)
- 8 agosto - Jane Dee Hull, politica statunitense († 2020)
- 8 agosto - Freek van der Lee, calciatore olandese († 2020)
- 8 agosto - Maurice Lever, storico francese († 2006)
- 8 agosto - Ron Marlenee, politico statunitense († 2020)
- 8 agosto - Giovanni Memola, politico italiano
- 8 agosto - Enrico Pasini, pianista, organista e compositore italiano († 2022)
- 8 agosto - Joe Tex, cantante e rapper statunitense († 1982)
- 9 agosto - Željko Matuš, ex calciatore jugoslavo
- 9 agosto - Nello Morsellino, giornalista, scrittore e fotografo italiano († 2007)
- 9 agosto - Klaus Stürmer, calciatore tedesco († 1971)
- 9 agosto - William Vance, fumettista belga († 2018)
- 10 agosto - Mike Brown, dirigente sportivo statunitense
- 10 agosto - Giya Kancheli, compositore georgiano († 2019)
- 10 agosto - István Liptai, cestista ungherese († 2022)
- 10 agosto - Adrianus Herman van Luyn, vescovo cattolico olandese
- 11 agosto - Cosimo Cristina, giornalista italiano († 1960)
- 11 agosto - Erdoğan Karabelen, cestista turco († 2018)
- 11 agosto - Hiroko Matsumoto, supermodella giapponese († 2003)
- 12 agosto - John Cazale, attore statunitense († 1978)
- 12 agosto - Kurt W. Forster, storico dell'architettura, storico dell'arte e funzionario svizzero († 2024)
- 12 agosto - Bruno Incagnoli, oboista italiano († 2024)
- 12 agosto - Mauro Nesti, pilota automobilistico italiano († 2013)
- 12 agosto - Ján Popluhár, calciatore cecoslovacco († 2011)
- 12 agosto - Leigh Van Valen, biologo statunitense († 2010)
- 13 agosto - Brendan Oliver Comiskey, vescovo cattolico irlandese († 2025)
- 13 agosto - Wilhelm Eliassen, calciatore norvegese († 2021)
- 13 agosto - Alex de Renzy, regista statunitense († 2001)
- 13 agosto - Živko Čingo, scrittore macedone († 1987)
- 14 agosto - Antón Arrufat, drammaturgo, romanziere e saggista cubano († 2023)
- 14 agosto - John Brodie, giocatore di football americano statunitense
- 14 agosto - Lee Frost, regista, sceneggiatore e montatore statunitense († 2007)
- 14 agosto - Werner Heine, calciatore tedesco orientale († 2022)
- 14 agosto - Candace Hilligoss, attrice statunitense
- 14 agosto - Gary Tobian, tuffatore statunitense
- 15 agosto - Mitzi Amoroso, cantautrice italiana
- 15 agosto - Waldemar Baszanowski, sollevatore polacco († 2011)
- 15 agosto - Mario Cavallini, calciatore italiano († 2014)
- 15 agosto - Jim Dale, attore, cantante e compositore britannico
- 15 agosto - Giovanni De Sandre, ingegnere italiano († 2025)
- 15 agosto - Régine Deforges, scrittrice e editrice francese († 2014)
- 15 agosto - Émile Destombes, vescovo cattolico e missionario francese († 2016)
- 15 agosto - John Hunting, arbitro di calcio inglese († 2024)
- 15 agosto - Sergio Tuis, fumettista e pittore italiano († 2019)
- 15 agosto - Luciano Vassallo, calciatore e allenatore di calcio etiope († 2022)
- 16 agosto - Carlos Badion, cestista e allenatore di pallacanestro filippino († 2002)
- 16 agosto - Joaquín Carmelo Borobia Isasa, vescovo cattolico spagnolo († 2022)
- 16 agosto - Giuseppe Campione, politico e geografo italiano
- 16 agosto - Vito Carofiglio, francesista italiano († 1996)
- 16 agosto - Enrico Dondi, traduttore e esperantista italiano († 2011)
- 16 agosto - Cyril Baselios Malancharuvil, arcivescovo cattolico indiano († 2007)
- 16 agosto - Barbro Martinsson, ex fondista svedese
- 16 agosto - Enrico Pagliari, allenatore di calcio e ex calciatore italiano
- 16 agosto - Arnaldo Pambianco, ciclista su strada italiano († 2022)
- 16 agosto - Geraldine Santoro, statunitense († 1964)
- 16 agosto - Charlie Tyra, cestista statunitense († 2006)
- 17 agosto - Ugo Carrega, artista e poeta italiano († 2014)
- 17 agosto - Corrado Colabucci, costumista italiano († 2002)
- 17 agosto - Danilo Colombo, allenatore di calcio e calciatore italiano († 2003)
- 17 agosto - Robert Hagemes, bobbista statunitense († 2025)
- 17 agosto - Tore Halvorsen, ex calciatore norvegese
- 17 agosto - Gianvito Mastroleo, politico italiano
- 17 agosto - Katalin Szőke, nuotatrice ungherese († 2017)
- 17 agosto - Oleg Pavlovič Tabakov, attore russo († 2018)
- 18 agosto - Renato Barilli, critico d'arte, storico dell'arte e saggista italiano
- 18 agosto - Giuseppe Bergamini, ex calciatore italiano
- 18 agosto - Giovanni Caravale, economista italiano († 1997)
- 18 agosto - Gail Fisher, attrice statunitense († 2000)
- 18 agosto - Forbes Kennedy, ex hockeista su ghiaccio canadese
- 18 agosto - Sam Kooistra, pallanuotista statunitense († 2010)
- 18 agosto - Hifikepunye Pohamba, politico namibiano
- 18 agosto - Giovanni Rovatti, calciatore italiano († 2002)
- 19 agosto - Paolo Babbini, politico italiano († 2019)
- 19 agosto - Martin Birrane, imprenditore irlandese († 2018)
- 19 agosto - Angelo Meraviglia, calciatore italiano
- 19 agosto - Story Musgrave, medico e ex astronauta statunitense
- 19 agosto - Natale Nobili, calciatore e allenatore di calcio italiano († 2021)
- 20 agosto - Gérard Fossoud, calciatore francese († 2019)
- 20 agosto - Ron Paul, politico statunitense
- 20 agosto - David Ruelle, matematico e fisico belga
- 20 agosto - Dulcie September, attivista sudafricana († 1988)
- 21 agosto - Fernanda Contri, avvocata e politica italiana
- 21 agosto - Mart Crowley, drammaturgo, sceneggiatore e produttore televisivo statunitense († 2020)
- 21 agosto - Zoltán Dömötör, pallanuotista e nuotatore ungherese († 2019)
- 21 agosto - Bernhard Eckstein, ciclista su strada tedesco († 2017)
- 21 agosto - Massimo Corsale, saggista, sociologo e scrittore italiano
- 21 agosto - Ferdinando Montuschi, psicologo e pedagogista italiano
- 21 agosto - Vladimir Obuchov, allenatore di pallacanestro sovietico († 2020)
- 21 agosto - Christopher Severn, attore e produttore cinematografico statunitense
- 21 agosto - Gastone Tellini, ex calciatore italiano
- 21 agosto - Jørgen Ulrich, tennista danese († 2010)
- 21 agosto - Ahmad al-Ghashmi, generale e politico yemenita († 1978)
- 22 agosto - Dick Howard, ostacolista statunitense († 1967)
- 22 agosto - David Lean, ex ostacolista e velocista australiano
- 22 agosto - Longin Pastusiak, politico, storico e politologo polacco († 2025)
- 22 agosto - Annie Proulx, scrittrice statunitense
- 23 agosto - Stevan Bena, calciatore e allenatore di calcio jugoslavo († 2012)
- 23 agosto - Marcos Coll, calciatore e allenatore di calcio colombiano († 2017)
- 23 agosto - Mike Gambrill, pistard britannico († 2011)
- 23 agosto - Alberto Mariotti, ex calciatore argentino
- 23 agosto - Francesco Massaro, regista e sceneggiatore italiano
- 23 agosto - Armando Merodio, calciatore spagnolo († 2018)
- 23 agosto - Ricardo Pardo Zancada, militare spagnolo
- 24 agosto - Cesare Colombo, fotografo italiano († 2016)
- 24 agosto - Milena Di Giuseppantonio, cantante lirica italiana († 2007)
- 24 agosto - Tsutomu Hata, politico giapponese († 2017)
- 24 agosto - Jonathan Howe, ammiraglio statunitense
- 24 agosto - Christian Liger, scrittore francese († 2002)
- 25 agosto - Angelo Bertuolo, ex calciatore italiano
- 25 agosto - Lando Buzzanca, attore e cantante italiano († 2022)
- 25 agosto - Orazio Ciancio, agronomo italiano
- 25 agosto - Giuseppe Ghilarducci, presbitero e archivista italiano († 2019)
- 25 agosto - Stanko Mrduljaš, ex calciatore jugoslavo
- 25 agosto - Benigno Luigi Papa, arcivescovo cattolico italiano († 2023)
- 25 agosto - Charles Wright, poeta e traduttore statunitense
- 26 agosto - Geraldine Ferraro, politica e avvocata statunitense († 2011)
- 26 agosto - Ferruccio Parazzoli, scrittore e curatore editoriale italiano
- 26 agosto - José Ramos Delgado, calciatore e allenatore di calcio argentino († 2010)
- 26 agosto - Karen Spärck Jones, informatica inglese († 2007)
- 26 agosto - Hiroshi Tsutsui, musicista e compositore giapponese († 1999)
- 27 agosto - Eddie Connachan, calciatore scozzese († 2021)
- 27 agosto - Carlo Marincovich, giornalista e velista italiano († 2008)
- 27 agosto - Domingo Sibilla, ex cestista cileno
- 27 agosto - Michael Holroyd, scrittore e biografo britannico
- 28 agosto - Kaye Elhardt, attrice statunitense († 2004)
- 28 agosto - Walter Horstmann, arbitro di calcio tedesco († 2015)
- 28 agosto - Sonny Shroyer, attore statunitense
- 29 agosto - William Friedkin, regista, sceneggiatore e produttore cinematografico statunitense († 2023)
- 29 agosto - Luís Villafuerte, politico filippino († 2021)
- 30 agosto - Peter Cartwright, attore sudafricano († 2013)
- 30 agosto - Sylvia Earle, oceanografa statunitense
- 30 agosto - Felipe Fernández García, vescovo cattolico spagnolo († 2012)
- 30 agosto - Bill McCabe, giocatore di football australiano e pallanuotista australiano († 2023)
- 30 agosto - Gerhard Mitter, pilota automobilistico tedesco († 1969)
- 30 agosto - John Phillips, cantautore statunitense († 2001)
- 30 agosto - Anatolij Polosin, allenatore di calcio e calciatore sovietico († 1997)
- 31 agosto - Manuel Batalla, ex calciatore spagnolo
- 31 agosto - Irene Cefaro, attrice italiana († 2013)
- 31 agosto - Michele Cennamo, architetto e urbanista italiano († 2016)
- 31 agosto - Eldridge Cleaver, attivista e saggista statunitense († 1998)
- 31 agosto - Barry MacKay, tennista e telecronista sportivo statunitense († 2012)
- 31 agosto - Pietro Meloni, vescovo cattolico italiano
- 31 agosto - Rosenda Monteros, attrice messicana († 2018)
- 31 agosto - Alessandro Ninchi, attore, regista e sceneggiatore italiano († 2005)
- 31 agosto - Bryan Organ, pittore britannico
- 31 agosto - Miela Reina, artista e pittrice italiana († 1972)
- 31 agosto - Frank Robinson, giocatore di baseball e allenatore di baseball statunitense († 2019)